# Ophiolepis impressa
Ophiolepis impressa är en ormstjärneart som beskrevs av Christian Frederik Lütken 1859. Ophiolepis impressa ingår i släktet Ophiolepis och familjen Ophiolepididae. Inga underarter finns listade i Catalogue of Life.